# Hansjörg Schlager
Hansjörg Schlager (Langenau, 20 agosto 1948 – Titisee-Neustadt, 10 marzo 2004) è stato uno sciatore alpino tedesco che gareggiò per la nazionale tedesca occidentale.

## Biografia
Sciatore polivalente, in Coppa del Mondo Schlager esordì il 29 gennaio 1967 a Megève in slalom speciale, senza completare la gara, e conquistò i primi punti nella discesa libera disputata il 24 febbraio 1968 a Chamonix, classificandosi 7º. Prese in seguito parte ai Mondiali di Val Gardena 1970, dove fu 6º nella combinata, e agli XI Giochi olimpici invernali di Sapporo 1972, sua unica presenza olimpica, dove si piazzò 18º nella discesa libera e non completò lo slalom speciale.
Ottenne il suo unico podio in Coppa del Mondo classificandosi 3º nello slalom speciale di Garmisch-Partenkirchen del 5 gennaio 1974, dietro a Christian Neureuther e a Gustav Thöni, e ai successivi Mondiali di Sankt Moritz 1974, sua ultima presenza iridata, non completò né lo slalom gigante né lo slalom speciale; in Coppa del Mondo ottenne gli ultimi punti con il 4º posto nello slalom speciale disputato il 21 febbraio 1975 a Naeba, l'ultimo piazzamento il 21 dicembre 1975 a Schladming nella medesima specialità (19º) e prese per l'ultima volta il via il 24 gennaio 1976 a Kitzbühel ancora in slalom speciale, senza completare la prova. Malato di sclerosi laterale amiotrofica, Schlager morì il 10 marzo 2004 a Titisee-Neustadt.

## Palmarès

### Coppa del Mondo
- Miglior piazzamento in classifica generale: 26º nel 1974 e nel 1975
- 1 podio:
  - 1 terzo posto

### Campionati tedeschi
- 2 ori (slalom speciale nel 1970; slalom speciale nel 1973)[6]